# Lijst van rijksmonumenten in Charlois
Charlois telt 18 inschrijvingen in het rijksmonumentenregister. Hieronder een overzicht.

## Heijplaat
| Object                                           | Oorspronkelijke functie? | Bouwjaar    | Architect | Locatie          | Coördinaten?                  | Nr.?   | Afbeelding                          |
| ------------------------------------------------ | ------------------------ | ----------- | --------- | ---------------- | ----------------------------- | ------ | ----------------------------------- |
| Quarantaine-Inrichting: Ontsmettingsgebouw       | Gezondheidszorg          | 1930 - 1933 |           | Quarantaineweg 1 | 51° 53' 45" NB, 4° 24' 39" OL | 530105 | Meer afbeeldingen                   |
| Quarantaine-Inrichting: Voormalige beambtewoning | Gezondheidszorg          | 1930 - 1933 |           | Quarantaineweg 1 | 51° 53' 45" NB, 4° 24' 39" OL | 530106 | Meer afbeeldingen                   |
| Quarantaine-Inrichting: Keukengebouw             | Gezondheidszorg          | 1930 - 1933 |           | Quarantaineweg 1 | 51° 53' 45" NB, 4° 24' 39" OL | 530107 | Meer afbeeldingen                   |
| Quarantaine-Inrichting: Zusterhuis               | Gezondheidszorg          | 1930 - 1933 |           | Quarantaineweg 1 | 51° 53' 45" NB, 4° 24' 39" OL | 530108 | Meer afbeeldingen                   |
| Quarantaine-Inrichting: Isoleerbarak             | Gezondheidszorg          | 1930 - 1933 |           | Quarantaineweg 1 | 51° 53' 45" NB, 4° 24' 39" OL | 530109 | Meer afbeeldingen                   |
| Quarantaine-Inrichting: Ziekenbarak              | Gezondheidszorg          | 1930 - 1933 |           | Quarantaineweg 1 | 51° 53' 45" NB, 4° 24' 39" OL | 530110 | Meer afbeeldingen                   |
| Quarantaine-Inrichting: Lijkenhuis               | Gezondheidszorg          | 1930 - 1933 |           | Quarantaineweg 1 | 51° 53' 45" NB, 4° 24' 39" OL | 530111 | Meer afbeeldingen                   |
| Quarantaine-Inrichting: Portiersloge             | Gezondheidszorg          | 1930 - 1933 |           | Quarantaineweg 1 | 51° 53' 45" NB, 4° 24' 39" OL | 530112 | Meer afbeeldingen                   |
| Quarantaine-Inrichting: Chloorhuisje             | Gezondheidszorg          | 1930 - 1933 |           | Quarantaineweg 1 | 51° 53' 45" NB, 4° 24' 39" OL | 530113 | Meer afbeeldingen                   |
| Quarantaine-Inrichting: Groenaanleg              | Gezondheidszorg          | 1930 - 1933 |           | Quarantaineweg 1 | 51° 53' 45" NB, 4° 24' 39" OL | 530114 | Quarantaine-Inrichting: Groenaanleg |

## Charlois
| Object | Oorspronkelijke functie?  | Bouwjaar                         | Architect                | Locatie                  | Coördinaten?                  | Nr.?   | Afbeelding                                        |
| --- | ------------------------- | -------------------------------- | ------------------------ | ------------------------ | ----------------------------- | ------ | ------------------------------------------------- |
| De Zandweg | Industrie- en poldermolen | 1723                             |                          | Kromme Zandweg 99        | 51° 53' 0" NB, 4° 28' 3" OL   | 32860  | Meer afbeeldingen                                 |
| Boerderij, onder rieten wolfdak, dat woonhuis en stal overdekt. In de voorgevel vensters met halve kruiskozijnen en luiken | Boerderij                 | 1799 (gevelsteen)                |                          | Kromme Zandweg 110       | 51° 52' 60" NB, 4° 27' 49" OL | 32861  | Meer afbeeldingen                                 |
| Kerkgebouw en kerktoren | Kerk en kerkonderdeel     | 1868 (kerk) 17e eeuw (kerktoren) |                          | Charloisse Kerksingel 35 | 51° 53' 34" NB, 4° 27' 58" OL | 529863 | Meer afbeeldingen                                 |
| Scholencomplex Zwartewaalstraat: schoolgebouw                                                                              | Onderwijs en wetenschap   | 1928-1929                        | J. Poot jr. en W. Dahlen | Zwartewaalstraat 28      | 51° 53' 40" NB, 4° 29' 15" OL | 529865 | Meer afbeeldingen                                 |
| Scholencomplex Zwartewaalstraat: gymnastiekgebouw                                                                          | Onderwijs en wetenschap   | 1929-1930                        | J. Poot jr. en W. Dahlen | Hoogvlietstraat 25       | 51° 53' 40" NB, 4° 29' 17" OL | 529866 | Scholencomplex Zwartewaalstraat: gymnastiekgebouw |
| Scholencomplex Zwartewaalstraat: schoolgebouw                                                                              | Onderwijs en wetenschap   | 1928-1930                        |                          | Zwartewaalstraat 38      | 51° 53' 37" NB, 4° 29' 19" OL | 529867 | Scholencomplex Zwartewaalstraat: schoolgebouw     |
| De Kapel: boerderij met aangebouwde varkensstal en wagenschuur                                                             | Boerderij                 | eind 18e eeuw                    |                          | Kapelburg 296            | 51° 52' 11" NB, 4° 29' 45" OL | 47068  | Meer afbeeldingen                                 |
| De Oliphant | Bestuursgebouw en onderdl | 1592 (westelijke vleugel)        |                          | Kromme Zandweg 90        | 51° 52' 59" NB, 4° 28' 12" OL | 32924  | Meer afbeeldingen                                 |